# 哈特姆·本·阿尔法
哈特姆·本·阿尔法（法語：Hatem Ben Arfa，發音：[atɛm bɛnaʁfa]；1988年3月7日—），是突尼西亞裔法國籍足球運動員，司職翼鋒或攻擊中場。
賓艾化曾效力里昂及马赛兩大法甲班霸，效力里昂時更協助球隊在法甲連續4年奪得聯賽冠軍，創出七連霸的紀錄。他與本泽马、纳斯里、梅內被譽為「法國87四大新星」。

## 球會生涯
里昂
出身於里昂青年军，早於2005-06年球季已在法甲登场。其后上阵时间漸多，像2006-07年球季已上阵13场联赛；2007-08年球季更在14场联赛中出场9次，協助里昂在法甲連續4年奪得聯賽冠軍，創出七連霸紀錄。他更於2007-08年球季赢得法甲聯賽年度最佳年青球員獎。出色的技術及能力，使他与队中另一新人賓施馬，被視為球會的未來重點。
馬賽
2007年季尾有報道指英超常勝軍曼聯曾出價4,000萬英鎊收購賓艾化和賓施馬。但最终賓艾化在2008年夏季以1,200万欧元的身价加盟另一支法甲球會马赛。加盟首季表現未如理想，但在2009-10年賽季逐漸好轉，更在賽季末段以出色的表現，協助球隊奪得法甲及法國盃雙料冠軍。
紐卡素
2010年開季前賓艾化表示不再欲為馬賽上陣，並公開表明要前往紐卡素。經過一周談判，最後以首季借用形式加盟紐卡素，即付借用費200萬英鎊，及於上陣25場後支付500萬英鎊的優先購買權，獲發37號球衣。
9月11日對陣黑池首次披上紐卡素球衣後補上陣，9月18日首次正選登場對陣愛華頓，射入加盟後首個入球兼協助球隊1-0獲勝。10月3日作客對曼城，開賽後僅4分鐘，對方防中尼祖·迪莊一記凶狠攔截導致賓艾化受傷，需用擔架抬離場及即送醫院，檢查證實左腳胫骨及腓骨均告骨折。但紐卡素並沒有對賓艾化失去信心，2011年1月5日，紐卡素正式收購賓艾化，簽約四年半，轉會費約為600萬英鎊。2011-2012後曾獲發10號球衣。
但在2014年，賓艾化與紐卡素交惡，結果他被外借到侯城。
侯城
賓艾化在候城的表現差勁，後來被侯城放棄，令他投效尼斯。不過，國際足協指他在2014-15球季已經為兩間球會上陣，不可為尼斯披甲，令他在2015年才和尼斯簽約。
尼斯
2015年6月9日，賓艾化以自由身加盟法甲球隊尼斯，披上9號球衣。
他為尼斯效力一季，狀態回勇，在法甲賽事上陣34場，攻入17球，令狀態回勇的賓艾化獲多間球隊青睞，例如巴塞隆拿、車路士、祖雲達斯、李斯特城等。
巴黎聖日耳門
2016年7月1日，賓艾化加盟法甲球隊巴黎聖日耳門，披上21號球衣。
雷恩
2018年9月2日，賓艾化加盟法甲球隊雷恩。

## 法國國家隊
賓艾化在2004年的歐洲U-17足球錦標賽中作為主力前鋒為法國奪取冠軍。2007年10月10日被法國徵召，出戰歐洲國家盃外圍賽。至法國確定出線為止，他上陣了2場入一球。可惜隨後表現未如理想，未能入選2008年歐洲國家盃及2010年世界盃足球賽的名單。
2012年5月29日，賓艾化被列入法国参加2012年欧洲國家盃的23人名单，在D组的最后一场比赛中首次首发，最終球隊以0-2输给瑞典。

## 榮譽
里昂
- 法甲聯賽 冠軍：2004/05年、2005/06年、2006/07年、2007/08年
- 法國盃 冠軍：2007/08年
- 法國超級盃 冠軍：2005/06年、2006/07年

馬賽
- 法甲聯賽 冠軍：2009/10年
- 法國盃 冠軍：2009/10年

法國國家隊
- 歐洲U-17足球錦標賽 冠軍：2004年

個人
- 法甲聯賽年度最佳年青球員：2007/08賽季

## 外部連結
- 足球数据库：哈特姆·本阿尔法的球员统计数据
- LFP Profile
- 紐卡素官方 賓艾化檔案（页面存档备份，存于）